# محاسبة المشاريع
محاسبة المشاريع هي شكلٌ خاص من أشكال المحاسبة، ووُضعت لتلبية حاجات إنجاز وتسليم المشاريع، ما يُساعد في تتبع وتقرير وتحليل النتائج المالية ومضامينها. يشمل ذلك إنشاء التقارير المالية المصممة خصيصاً لتتبع وتعقب التقدم المالي للمشاريع، وبالإمكان استخدامها لاحقاً من طرف المدراء لتساعدهم في إدارة المشروع.
استُخدمت محاسبة المشاريع ومبادؤها لتتبع المؤسسات الضخمة والمشاريع الهندسية والحكومية بشكل أساسي، وإعداد تقاريرها. أما اليوم، توسّعت منهجيات إدارة المشاريع لتشمل عدداً من القطاعات الأخرى، كالقطاعات المالية والتقنية والقانونية. وهكذا، كانت محاسبة المشاريع بحاجة إلى ذلك لتستوفي تلك المجالات، وتضمن فهم ودراسة التتبع المالي المناسب والتضمين المالي.
ظهرت الحاجة إلى محاسبة المشاريع باعتبارها مجالاً تخصصياً جرّاء طبيعة المشاريع التي تُعامل على أنها وحدات فردية أُنشئت بهدف تسليم منتج تجاري أو أكثر. قد تختلف طبيعة كلّ مشروع عن النشاطات التجارية المعهودة التي تجريها الشركات التجارية، فالمحاسبة الإدارية ومهارات المحاسبة المالية غير كافية لإعطاء التوصيات أو تدوين التقارير المالية للمشروع. لذا، ظهر مجالٌ جديد ضمن اختصاص المحاسبة، وهو محاسبة المشاريع
وهكذا، تشمل محاسبة المشاريع ما يلي:
- نظام محاسبة منفصل أو مركز تحديد تكاليف لتتبع وتقرير معاملات أو صفقات معينة في المشروع، بالإضافة إلى عائدات المشروع والتكاليف والأصول والخصوم المخصصة للمشروع.
- التقرير المتكرر، ويتزايد التكرار عند اقتراب اكتمال المشروع.
- التقرير المُبسّط، ويشمل مؤشرات الأداء الرئيسي المتعلقة بكون المشروع على المسار الصحيح أم لا.
- عملية مخصصة للتعرف على المعاملات المرتبطة بالمشروع ضمن نظام المحاسبة الرئيس، وتخصيص أو تقسيم تلك المعاملات على نظام محاسبة المشروع.[2]

تختلف المشاريع عن الأعمال التجارية المألوفة واليومية، فالمشاريع غالباً تتجاوز الحدود التنظيمية، وقد تستمر لبضعة أيام أو أسابيع، وقد تصل المدة إلى عددٍ من السنوات. خلال الفترة التي يعمل فيها المشروع، تُجرى مراجعة للميزانية عدة مرات. قد يكون المشروع أيضاً جزءاً أو واحداً من عدة مشاريع، تشكّل جميعها مشروعاً أو برنامجاً كلياً.
تبعاً لذلك، تكون التكاليف والعائدات في محيط إدارة المشروع مُخصصة لمشاريع أخرى، قد تكون تلك المشاريع متشعبة ضمن هيكلية تقسيم العمل، ومدمجة مع بعضها ضمن سلسلة مراتب المشروع. تسمح محاسبة المشروع بإعداد تقارير على أي مستوى مُحدد، وتسمح غالباً بإجراء مقارنة بين الميزانيات السابقة للمشروع والميزانية الحالية.
تُستخدم محاسبة المشاريع كثيرًا لدى المقاولين الحكوميين، وتكون القدرة على إجراء محاسبة التكاليف بموجب العقد شرطاً أساسياً للسداد المؤقت.
تُقاس نسبة الإنجاز عادة بشكل مستقل من طرف مدير المشروع ومكتب إدارة البرنامج ومحاسب المشروع. تشمل نسبة الإنجاز التحديد المستمر للعائدات والدخل المرتبط بالمشاريع طويلة الأمد. ، يمكن للبائع تحديد المكاسب أو الخسائر المرتبطة بالمشروع في كلّ سنة مالية جارية من خلال تحديد نسبة الإنجاز. تُحسب القروض الممولة والفروق في الميزانية (بين التكلفة الحقيقية والمبلغ المقدر لتلك التكلفة، والمُدرج ضمن الميزانية) باستخدام ميزانية المشروع وتعديلها وفقاً لنسبة الاستكمال.
عندما تشكّل تكلفة العمل جزءاً ملحوظاً من تكلفة المشروع الكلية، على الموظفين ملء جدولٍ زمني للحصول البيانات لتخصيص تكاليف المشروع.
تهتم إجراءات موازنة رأس المال للشركات والحكومات بمشاريع الاستثمار الكبرى، والتي تكون تكاليفها مدفوعة مقدماً، وتوفّر عوائد طويلة الأمد. ترتكز قرارات الاستثمار على صافي القيمة الحالية للأصول. توفّر حسابات المشروع المتعلقة بالتكاليف والعوائد استجابة شديدة الأهمية لنوعية تلك القرارات المهمة.
يوجد شكل تخصصي ومثير للاهتمام لمحاسبة المشاريع، وهو محاسبة الإنتاج، ومن مهامها تتبع تكاليف الفيلم السينمائي وتكاليف إنتاج الحلقة التلفزيونية. يسخّر استديو الأفلام محاسبة الإنتاج لتتبع تكاليف الكثير من مشاريعه.

## دور محاسب المشروع
على  محاسب المشروع أن يكون ملمًا بالمحاسبة الإدارية والمحاسبة المالية. ويتطلب ذلك فهم التعقيدات المرافقة للمشاركة الوظيفية المتبادلة، وأُطر تسليم المشروع والمنهجيات المُستخدمة في التجارة. يلعب محاسب المشروع دوراً ثنائياً في إطار تسليم المشروع:
- أمين المعلومات، يجري تقريراً عن النظرة الصحيحة والعادلة فيما يتعلق بالتتبع المالي للمشروع.
- مستشار، ينصح فريق المشروع في المعاملات المالية والعواقب الناجمة عن مختلف القرارات المتخذة، وللمسشتار تأثير على المشروع والتجارة.

من الفوائد الرئيسة للمحاسب هي دوره كوسيط بين المشروع والوظائف المالية والمحاسبية الأخرى.
يعتمد دور محاسب المشروع على احتياجات المشروع، لكن دوره أو منصبه الأساسي هو مراقبة تقدّم المشروع وفحص الفروق والموافقة على النفقات والتأكد من إصدار فواتير المشروع ووصولها إلى العملاء وجمع الدفعات.
في أستراليا مثلاً، يحصل محاسب المشروع على مرتب قدره 81,830 دولار في السنة وسطياً، يتراوح المرتب بين 59,769 دولار و123,896 دولار. ينتقل معظم العاملين في هذا المجال إلى منصبٍ مختلفٍ بعد 20 عاماً تقريباً. الوظائف الأخرى التي ترفع مرتّب المحاسب هي إدارة الميزانية ومحاسبة التكاليف. للخبرة تأثيرٌ متوسط على دخل المحاسب.

## طريقة نسبة الإنجاز
تسمح هذه الطريقة للشركات بتسجيل الأرباح كنمو محتمل للشركة عند اقتراب موعد إنجاز المشروع. لا تُستخدم تلك الطريقة عندما تظهر حالة من عدم اليقين بخصوص التكاليف المتبقية للوصول إلى نسبة الإنجاز. تعمل هذه الطريقة في أفضل حالاتها عندما تُقدّر مراحل المشروع بشكل عقلاني ومعقول.
بالإمكان قياس نسبة الإنجاز بواسطة إحدى الطرق التالية:
- طريقة التكلفة: وهي مثالٌ عن تكلفة العقد عند انتهاء الفترة المحاسبية مقارنة بالتكلفة الكلية المتوقعة. أما أسعار المنتجات المشتراة سابقاً مقابل عقد آخر لكنها لمّا تُدرج، فلا يجب إضافتها عند إقرار نسبة إنجاز المشروع، إلا إذا كانت تلك المنتجات تابعة للعقد الأول.
- طريقة الجهود المبذولة: هي الجهود المبذولة حتى انتهاء الفترة المحاسبية مقارنة بالجهود الكلية المتوقعة للاتفاق. لذا بالإمكان قياس نسبة الإنجاز بناءً على ساعات العمل المباشرة وساعات تشغيل الآلات وحجم المواد المستخدمة أو كمياتها.
- طريقة الوحدات المُسلّمة: هي نسبة الوحدات التي سُلّمت إلى المشتري مقارنة بعدد الوحدات التي من المفترض تسليمها إلى المشتري وفقاً لشروط العقد. تُستخدم هذه الطريقة في حالة واحدة، وهي عندما تنتج الشركة عدداً من الوحدات بناءً على طلب المشتري. ويتم القياس بناءً على:
- - للعائدات؛ سعر الوحدات المُسلمة كما ورد في العقد
- - للنفقات، التكلفة القابلة للتقسيم بشكل منطقي على عدد الوحدات المُسلّمة.

### الحسابات
تُستخدم الحسابات التالية لتحديد نسبة الإنجاز:
نسبة الإنجاز = التكلفة المتحملة حتى نهاية الفترة المحاسبية ÷ التكلفة الكلية المُقدرة
أما إيرادات الفترة الجارية، فتحسب خلال الإنتاج كما يلي:
إيرادات الفترة الجارية = (نسبة الإنجاز × إيرادات العقد الكلية) – الإيرادات المحسوبة في الفترات السابقة.

## محاسبة الإنتاج
تشمل محاسبة الإنتاج في صناعة الأفلام الشخص المسؤول عن إدارة الأموال والسجلات المالية خلال فترة إنتاج الفيلم. على من يعمل في هذا المنصب أن يكون على ارتباط بالمنتج ومكتب الإنتاج لوضع ميزانية الفيلم وترتيب الجداول الزمنية. يُطلب أيضاً من محاسب الفيلم أداء مهمات يومية، كالمهمات المتعلقة بالمحاسبة والحفاظ على الميزانية عبر تسجيل النفقات المتراكمة كي لا تتجاوز تلك النفقات الميزانية المُعدّة.
من المهمات الأخرى لمحاسب الإنتاج:
- إدارة قائمة الرواتب
- إدارة صندوق النثريات
- تقديم تقارير نقدية بشكل أسبوعي
- تقدير التكاليف المستقبلية